# Tatra T815

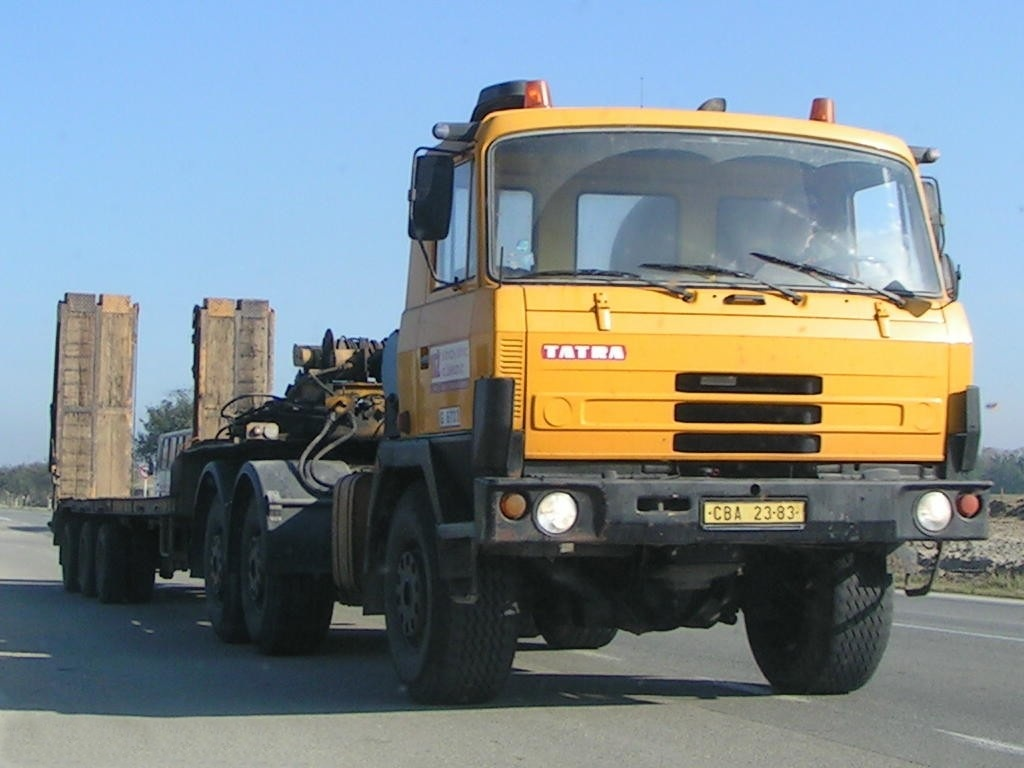
Tatra 815

Tatra T815 är en lastbilsmodell som tillverkades i forna Tjeckoslovakien av företaget Tatra.
Tatra T815 började tillverkas 1983 och tillverkas fortfarande i Tjeckien. 
T815 och dess föregångare har vunnit Paris-Dakar-rallyt sex gånger i lastbilsklassen med den tjeckiske föraren Karel Loprais.
Lastbilen kan fås antingen med luft- eller vätskekylning.